# Lamborghini Diablo
Der Lamborghini Diablo (spanisch: Teufel) ist ein Sportwagen von Lamborghini, der in der Zeit von 1990 bis 2001 gebaut wurde. Er ist das direkte Nachfolgemodell des Lamborghini Countach und wurde durch den Lamborghini Murciélago abgelöst.

## Entstehungsgeschichte
Die Planungen für das Projekt P132, aus dem dann der Diablo entstand, begannen 1985. Das Ziel war nicht nur, einen Nachfolger für den Countach zu finden, sondern auch, das schnellste Serienfahrzeug der Welt zu bauen. Also musste das Auto mindestens 320 km/h schnell sein, selbst wenn kein Käufer es je ausfahren konnte. Ein Testfahrzeug soll auf der Strecke von Nardò jedoch 337 km/h erreicht haben, die angegebene Höchstgeschwindigkeit von 325 km/h wurde auch in unabhängigen Tests überboten.
Der P132 ist größer, schwerer und viel leistungsstärker als der Countach. Er unterscheidet sich in technischer Hinsicht deutlich, verwendet aber das gleiche dem Motor vorgelagerte Getriebe und den weiterentwickelten V12 aus dem Countach. Marcello Gandini musste gleich mehrere Karosserieformen entwerfen, bis eine davon die Zustimmung der Geschäftsleitung von Chrysler fand. Der Rohrrahmen unterscheidet sich von dem des Countach durch einen längeren Radstand und die Verwendung von Vierkant- statt Rundrohren. Die Karosserie ist die damals erwartete Kombination von Stahl, Leichtmetall, kohlenstofffaserverstärktem Kunststoff und anderen teuren Materialien. Die Stahlbleche presste der Zulieferbetrieb Golden Car.
Der V12-Motor hat einen Hubraum von 5707 cm³ statt der 5167 cm³ des Countach. Bohrung und Hub wurden vergrößert, so dass sich sowohl die Motorleistung als auch das Drehmoment erhöhte. Erstmals waren alle Versionen dieses Motors mit einer hauseigenen Saugrohr-Einspritzanlage ausgestattet, unabhängig davon, in welches Land sie verkauft wurden.
Die Form des Autos ist typisch für die Arbeit des Fahrzeugdesigners Gandini; andere von ihm entworfene Autos aus dieser Zeit bestätigen das. Besondere Kennzeichen sind lange, fließende Linien mit großen Lufteinlässen in den Seiten und verkürzte vordere Kotflügel, an die sich weit heruntergezogene, flache Seitenfenster anschließen. Der Cw-Wert liegt bei 0,31 und damit deutlich niedriger als beim Countach.

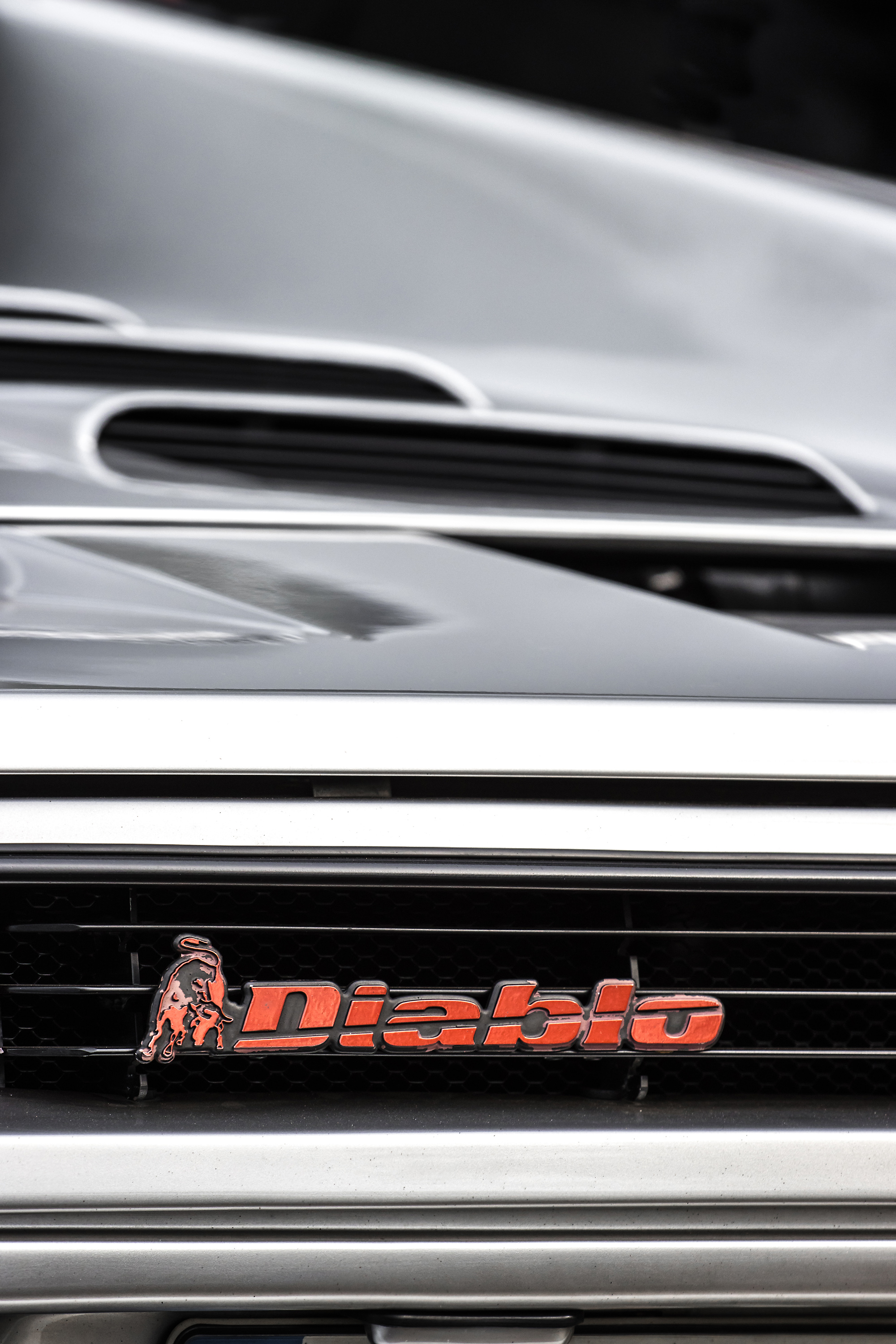
Heckschriftzug

Die Innenausstattung wurde nicht von Gandini entworfen. Sie kam von Chrysler aus Detroit, ein Arrangement mit zwei Sitzplätzen, einer kurvigen Linienführung und einer breiten Mittelkonsole.

### Diablo und Diablo VT

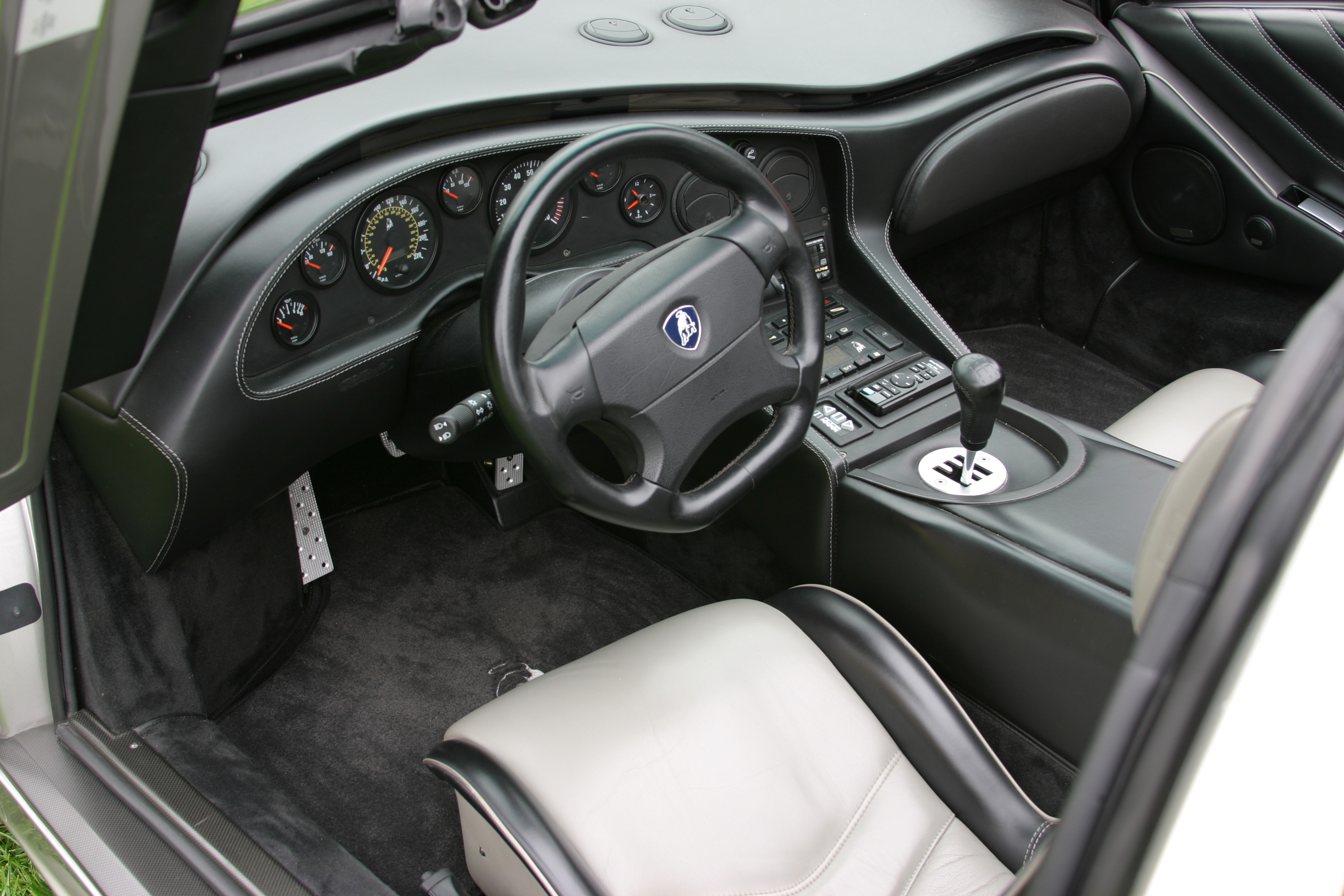
Diablo VT, Innenraum

Bei seiner Präsentation 1990 wurde der Diablo zunächst nur mit Hinterradantrieb angeboten. Im Jahr 1993 kam der allradgetriebene Diablo VT (für Visco Traction) auf den Markt. 1995 wurde im Dezember auf der Bologna Motor Show der Diablo VT Roadster vorgestellt. Sie hatten alle den 5,7 Liter-V12 mit 362 kW (492 PS). VT und VT Roadster wurden bis 1999 unverändert gebaut, das Grundmodell mit Hinterradantrieb wurde 1998 eingestellt.

### Diablo SE 30

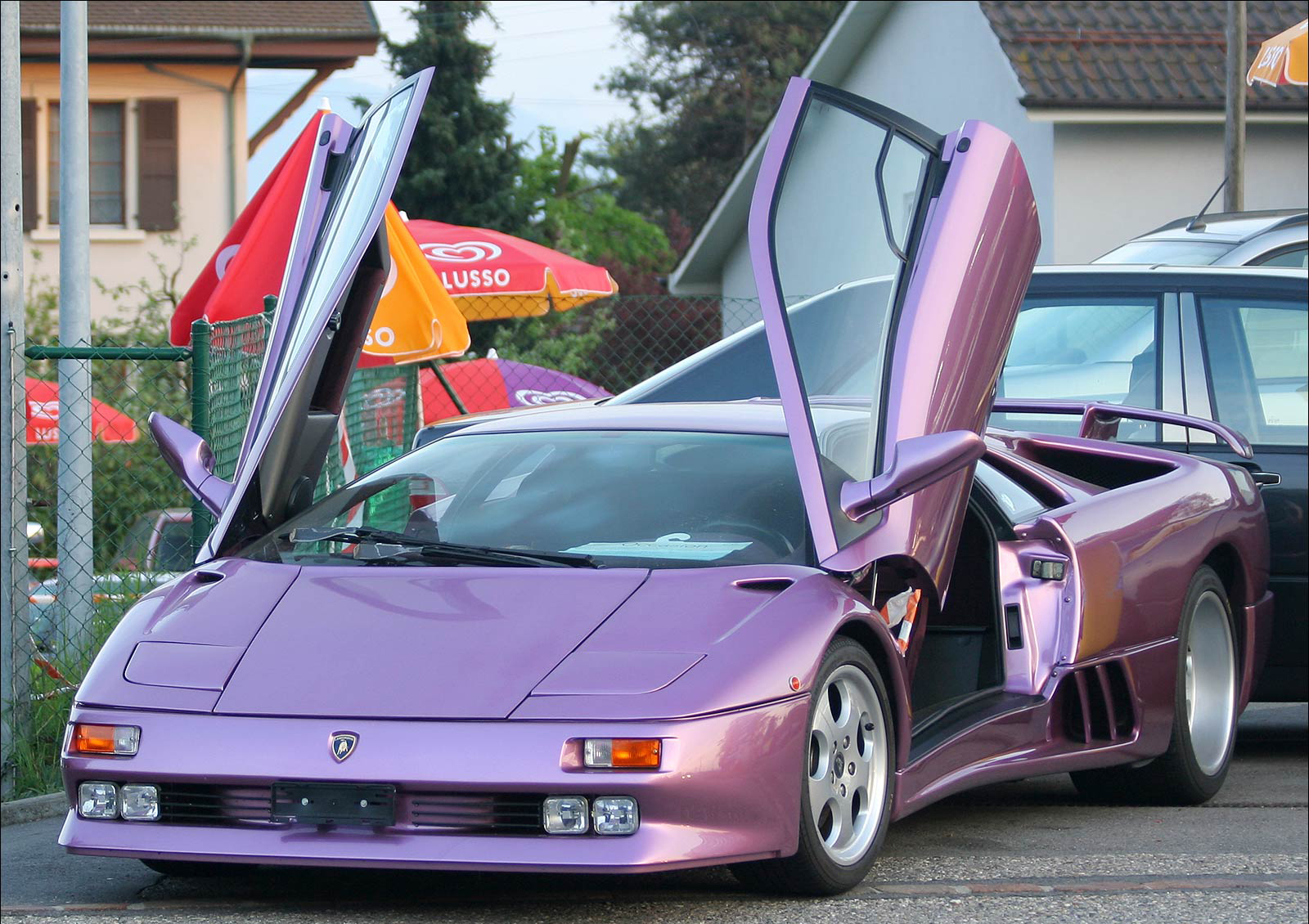
Sondermodell „Diablo SE 30“

Von 1993 bis 1995 wurde die Special Edition SE 30 zur Feier des 30. Geburtstages von Lamborghini gebaut. Ihr V12-Motor leistete jetzt 386 kW (525 PS). Außer an einer verbesserten Ausstattung und einem Heckflügel konnte man das Sondermodell an einer kleinen Plakette am Heck erkennen. Nur 150 Stück wurden gebaut.
1995 bot Lamborghini zusätzlich für den SE das Jota-Paket an. Besitzer der Special Edition konnten ihr Fahrzeug zur Umrüstung zu Lamborghini bringen. Es enthielt zwei Lufteinlässe auf dem Dach, ein verstärktes Getriebe und verschiedene Maßnahmen zur Gewichtseinsparung durch leichtere Materialien. Außerdem wurden die Bremsen der erhöhten Motorleistung angepasst. Die Leistungssteigerung auf 438 kW (596 PS) wurde durch eine verbesserte Motorelektronik, ein höheres Drehzahllimit und eine spezielle Rennauspuffanlage erreicht. Man schätzt, dass etwa 12 bis 15 Fahrzeuge umgerüstet wurden. Insgesamt wurden 28 Jota-Kits gebaut. Mit diesen Modifikationen waren die Wagen, vor allem wegen der extremen Auspuffanlage, nicht straßentauglich.
Auf Basis des VT wurden 1996 drei Diablo VT-R in den Farben gelb, rot und orange gebaut. Diese Fahrzeuge haben Teile des SE-Body-Kits inklusive des großen Heckflügels. Räder und versenkbare Seitenscheiben stammten aber vom normalen VT. Ob diese Sondermodelle mit dem normalen Serienmotor ausgerüstet sind, ist nicht bekannt, manche Quellen sprechen auch von einem auf über 400 kW (544 PS) getunten Zwölfzylinder.

### Diablo SV
1995 stellte Lamborghini den Diablo SV mit leistungsgesteigertem V12 und 375 kW (510 PS) vor. Ihm fehlen der Allradantrieb und das elektronische Fahrwerk des VT, er hat jedoch die stärkere Bremsanlage und eine überarbeitete Innenausstattung. Ein neuer dreiteilig verstellbarer Heckflügel sorgt für mehr Anpressdruck. Auf dem Genfer Auto-Salon wurde im März 1998 auch eine Roadsterversion des SV vorgestellt. Es wurden lediglich fünf produziert, da der neue Besitzer Audi bei allen Lamborghini auf Allradantrieb setzte. Fast alle Roadster verfügen schon über die 390 kW (530 PS) starke Maschine und weitere Spezifikationen der darauffolgenden Modellpflege.

### Rennsportmodelle

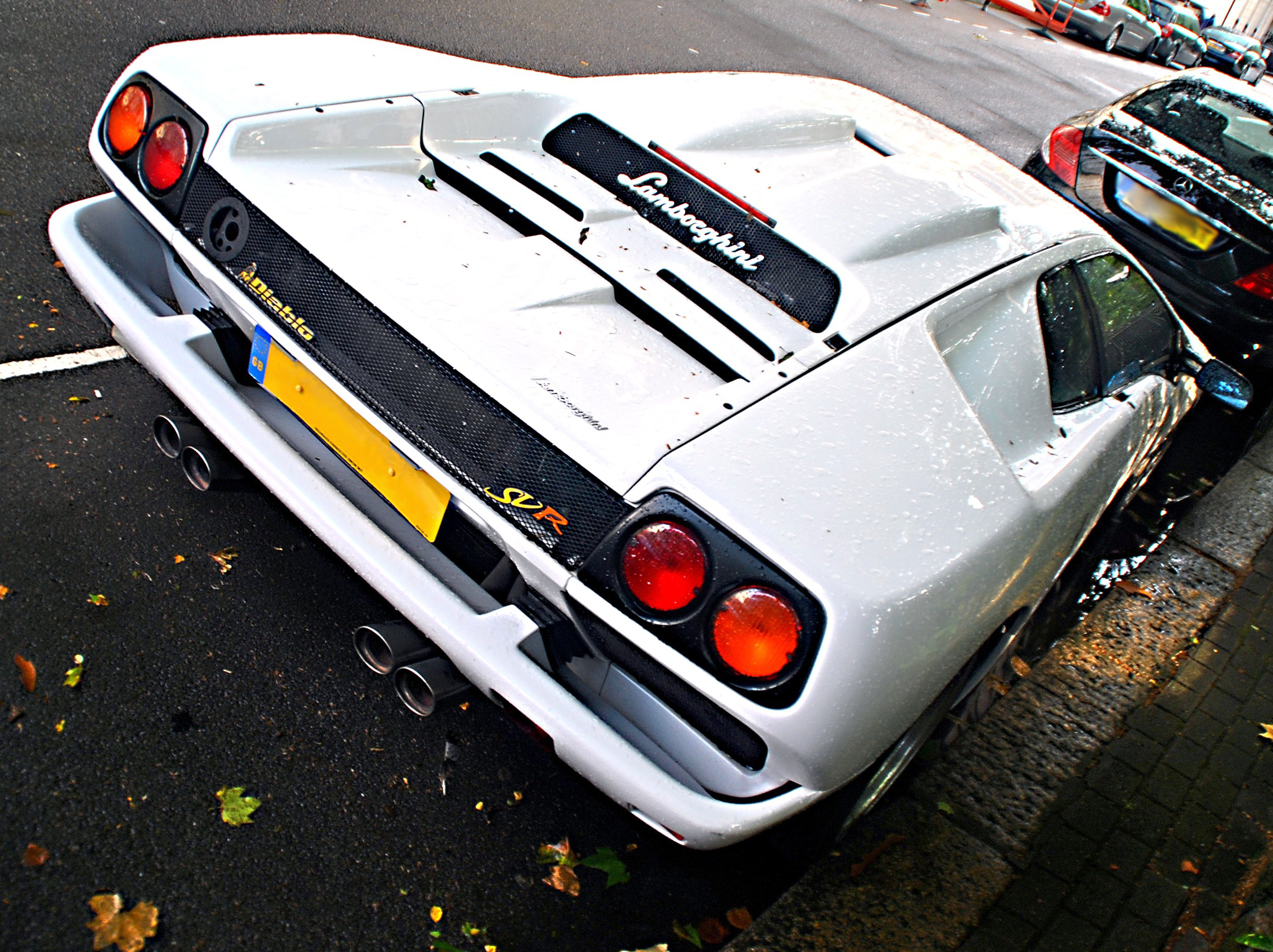
Diablo SV-R

Als Rennfahrzeug für einen eigenen Diablo-Markenpokal stellte Lamborghini 1996 in Genf den SV-R vor. Auf Basis des SV wurden diese Fahrzeuge renntauglich ausgerüstet. Alles was nicht unbedingt nötig war, wurde aus diesen Rennwagen entfernt. Sie bekamen außer größeren Spoilern auch ein modifiziertes Fahrwerk, eine standfestere Bremsanlage und spezielle Sparco-Sitze. Etwa 30 Fahrzeuge wurden gebaut, darunter 1997 auch ein Roadster namens Diablo Roadster-R. Auch von ihm war eine größere Produktion geplant, es blieb aber bei einem Modell. Die Motorleistung beträgt bei Roadster und Coupe etwa 400 kW (544 PS). Einige SV-R wurden später sogar straßentauglich umgerüstet.

### Modellpflege 1999

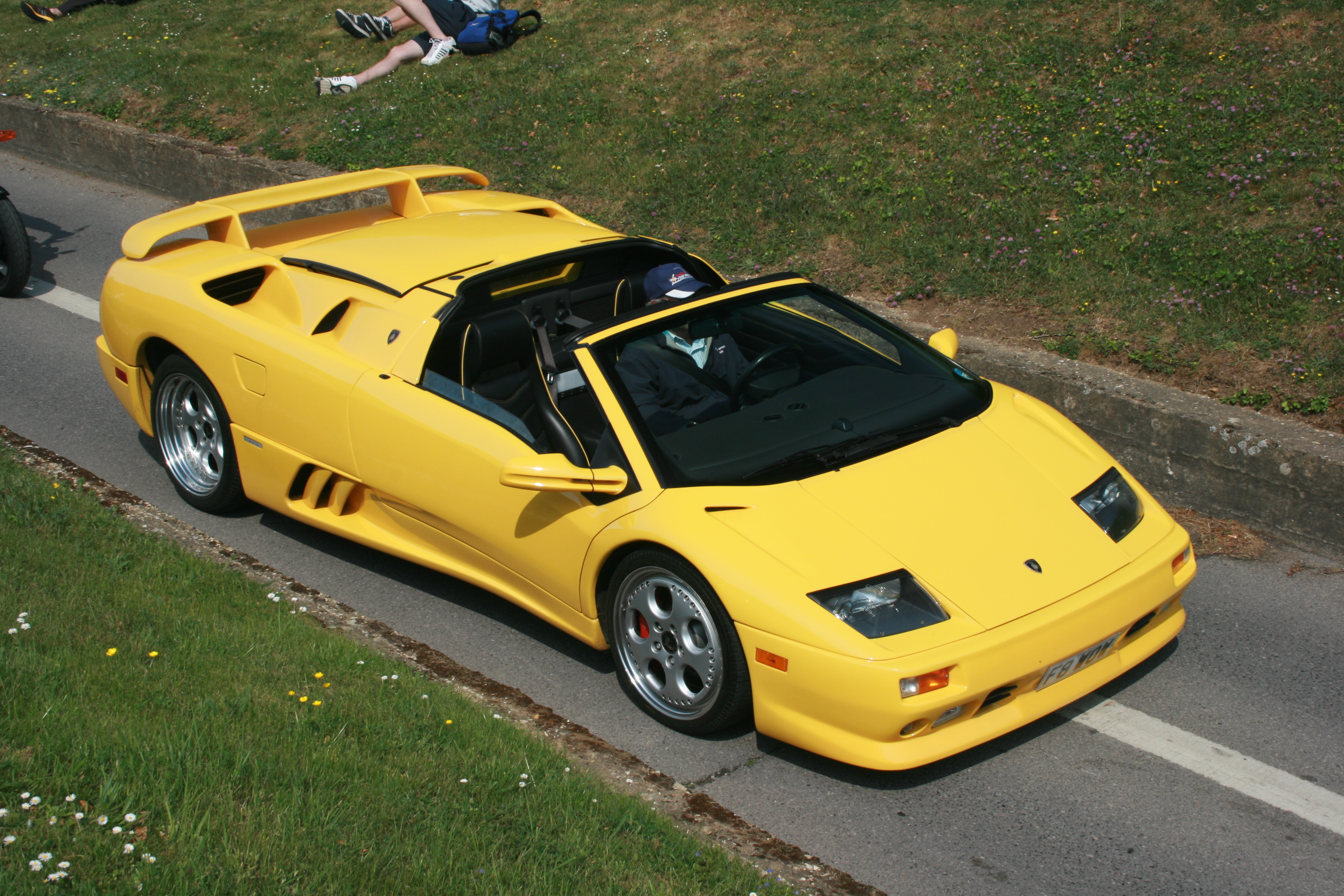
Diablo VT Roadster

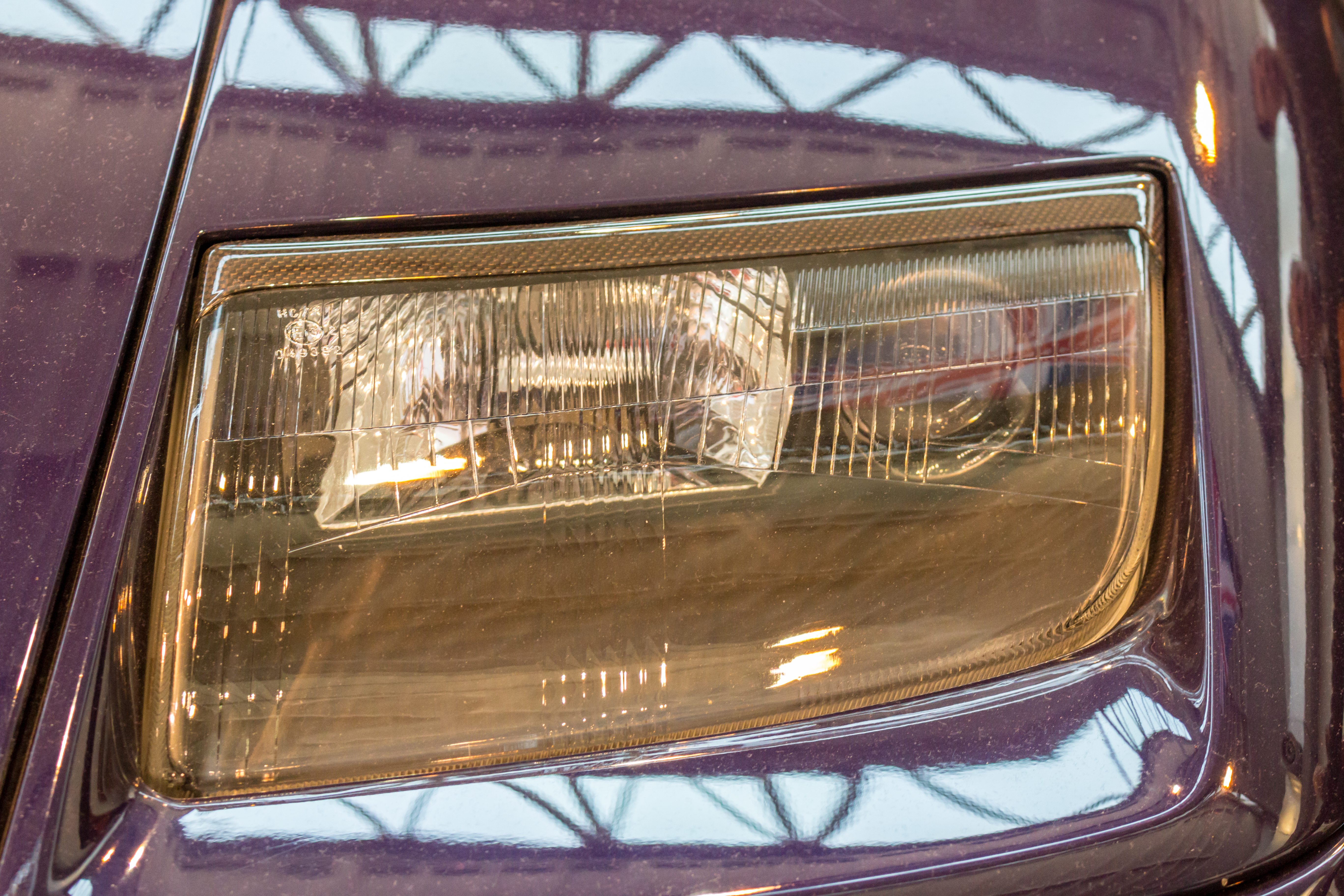
Scheinwerfer von Nissan mit Carbonblende (oben)

1999 fand eine größere Modellpflege statt, deren auffälligstes Merkmal der Ersatz der Klappscheinwerfer durch feststehende Scheinwerfer war. Diese stammten vom Nissan 300ZX, wobei der Nissan-Schriftzug am oberen Rand von einer schwarzen Blende verdeckt wurde. Auch im Innenraum wurde der Diablo aktualisiert. Außerdem wurde eine neue ABS-Bremsanlage eingeführt und das Fahrwerk modifiziert, um die gesteigerte Leistung (u. a. durch variable Ventilsteuerung) von 390 kW (530 PS) auf die Straße zu bringen. Erhältlich waren der Diablo SV mit Hinterradantrieb sowie die Allradvarianten VT und VT Roadster.
Nur in den USA erhältlich waren zwei Sondermodelle auf Basis des VT und VT Roadster. Die Alpine-Edition (zwölf Coupés produziert) besitzt ein spezielles Interieur mit Carbon-Einlagen und einem Alpine-Navigations- und Soundsystem. Ebenfalls in zwölf Exemplaren produziert wurde der Diablo VT Roadster Momo Edition mit gelb-roter Innenausstattung und einigen Momo-Accessoires.
Zum Jahrtausendwechsel brachte Lamborghini den Diablo Roadster Millennium heraus. Die auf 30 Stück limitierte Version besitzt eine umfangreiche zweifarbige Lederausstattung und diverse Carbon-Anbauteile. Dies war der letzte offene Diablo, danach gab es bis 2001 nur noch geschlossene Varianten.

### Diablo GT und GT-R

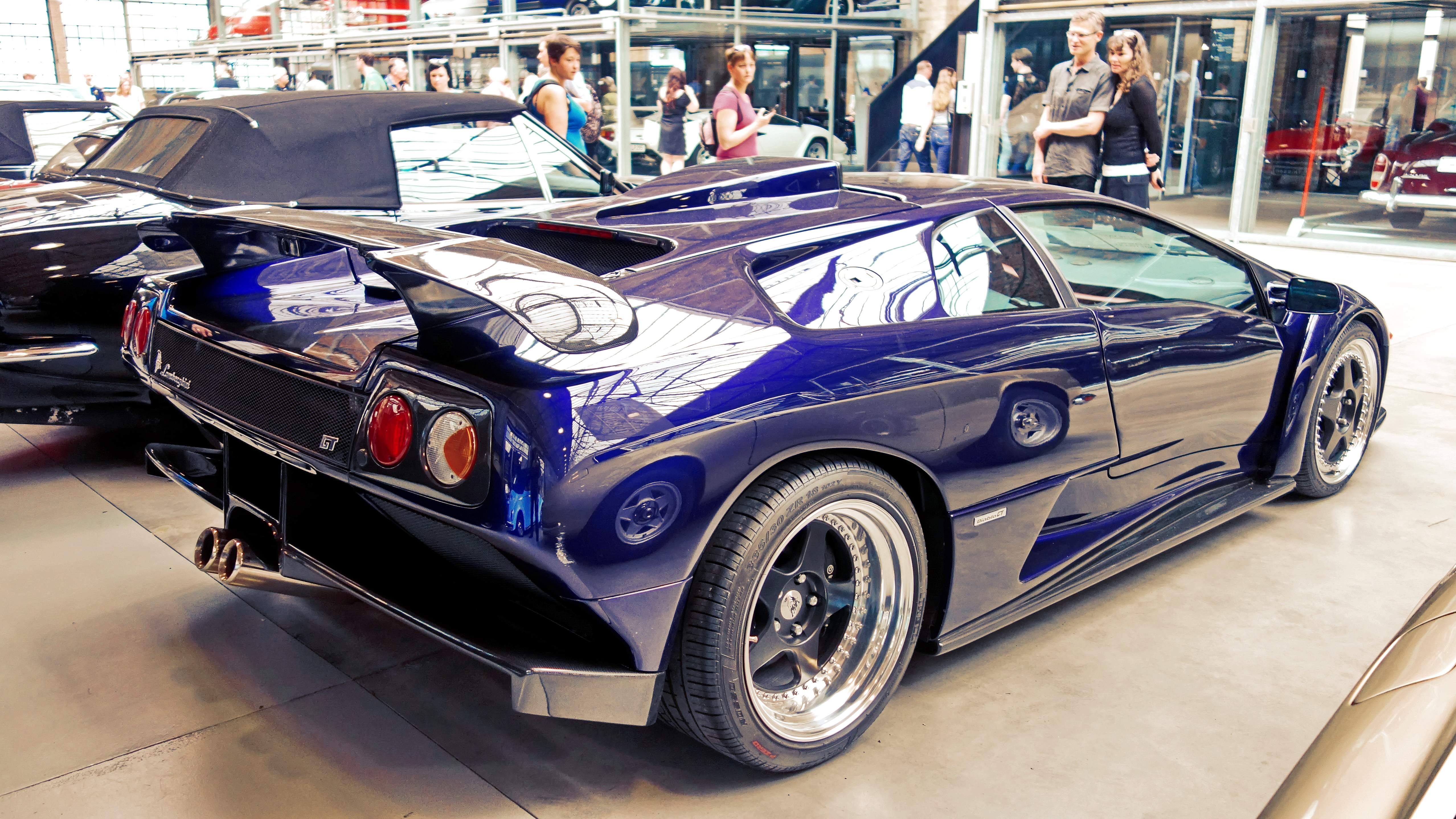
Diablo GT, Heckseitenansicht

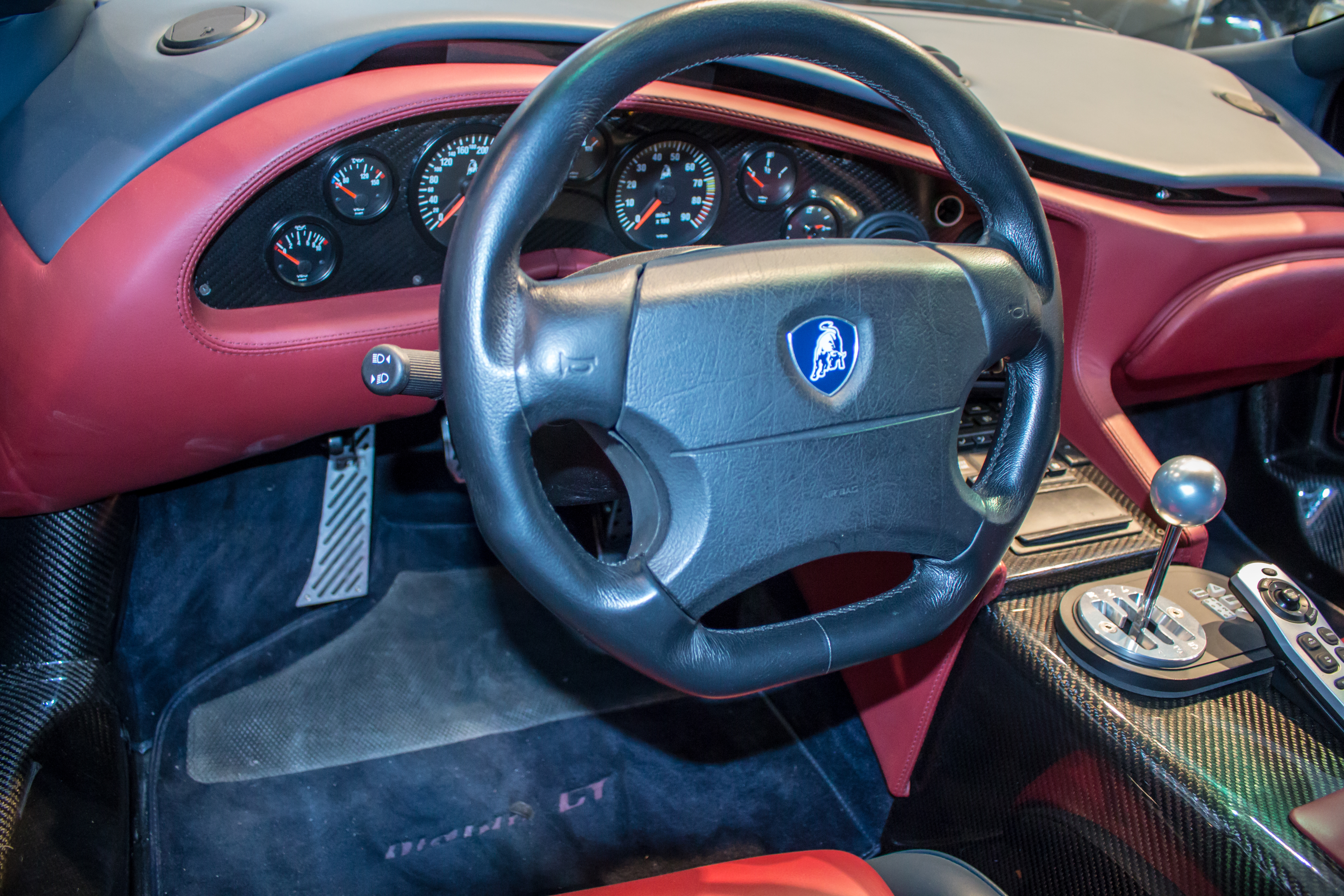
Diablo GT, Innenraum

Schon kurz vorher kam im September 1999 der Diablo GT auf den Markt, der eine neue Sechslitermaschine an Bord hatte. Bei seiner Einführung war er mit einer Höchstgeschwindigkeit von 338 km/h der schnellste Seriensportwagen der Welt, zumal noch schnellere Supersportwagen wie der Bugatti EB110 oder der McLaren F1 zu der Zeit nicht mehr produziert wurden. Der stark überarbeitete V12 leistet hier 423 kW (575 PS). Neue größere Bremsen und ein nochmals modernisiertes Interieur gehören ebenfalls zur Ausstattung. Auch das Gewicht wurde durch Leichtbaumaßnahmen gesenkt. 80 Stück wurden gebaut.
Nochmals mehr Leistung, nämlich 438 kW (596 PS), bietet der im Dezember 1999 vorgestellte, nochmals extremere Diablo GT-R. Gedacht war er für die 2000er Saison der Lamborghini Diablo Supertrophy. Nur 30 Einheiten waren geplant. Letztendlich wurden zirka 40 produziert.

### Letzte Modellpflege

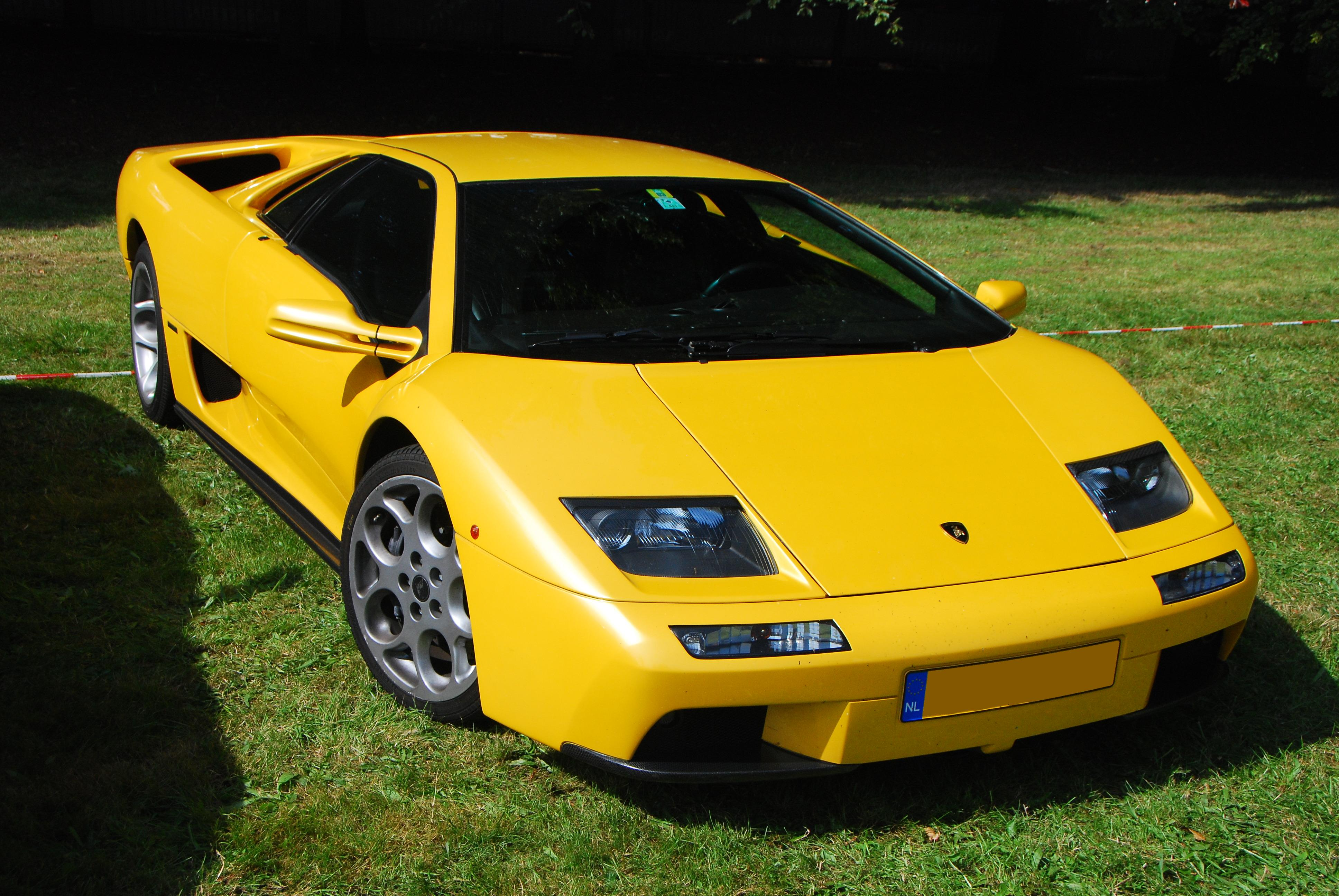
Diablo VT 6.0

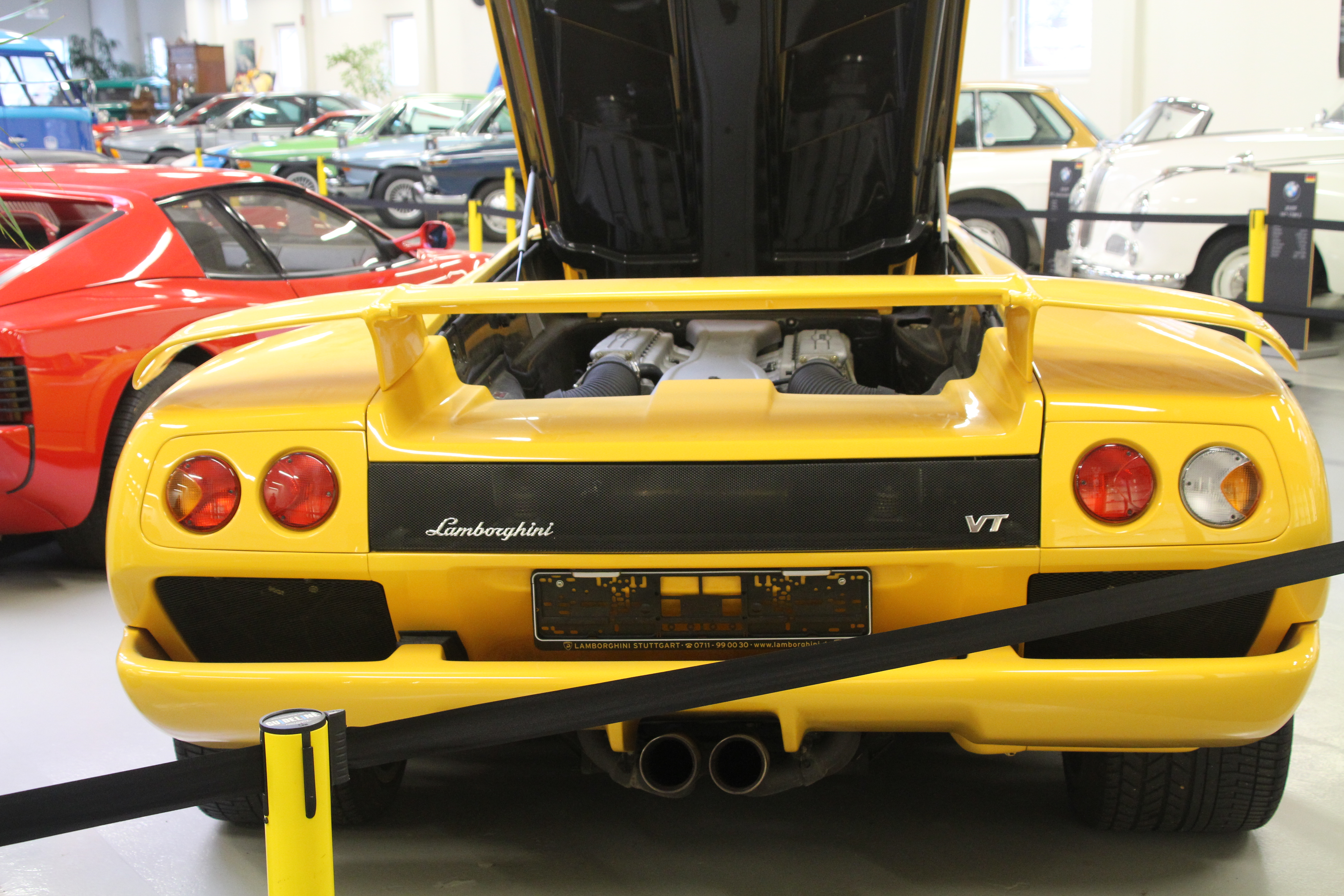
Diablo VT 6.0, Heckansicht

Der Sechsliter-V12 aus dem GT fand ein Jahr später in einer etwas zahmeren Version auch im neuen Diablo VT 6.0 Platz. Dies war die letzte Evolutionsstufe des Diablo. Nochmals wurde der Innenraum überarbeitet, außerdem bekam er eine modifizierte Optik (u. a. Front- und Heckpartie). Ein Heckspoiler war hier als Option erhältlich.
Zum Ende der Produktion gab es 2001 noch das Sondermodell Diablo VT 6.0 SE. 44 Stück wurden mit ähnlicher Ausstattung wie im Roadster Millennium (edle Lederausstattung innen und Carbonapplikationen) produziert. Der SE war in zwei Lackierungen erhältlich: Oro Elios (Gold) und Marrone Eklipsis (Brown). Außerdem gehörte ein Alpine-Navigationssystem zum Lieferumfang.
Das Nachfolgemodell Murciélago erschien 2001.

## Motoren und Produktionszahlen
Der Diablo wurde mit verschiedenen Varianten eines V12-Motors ausgestattet. Angetrieben wird beim Grundmodell sowie den meisten Sportversionen wie dem SV, GT und GTR nur die Hinterachse. Die mit VT gekennzeichneten Modelle verfügen über Allradantrieb.
| Modell                              | Bauzeit       | Hubraum  | Leistung                       | max. Drehmoment       | Stückzahl                                  |
| ----------------------------------- | ------------- | -------- | ------------------------------ | --------------------- | ------------------------------------------ |
| Diablo                              | 1990 bis 1998 | 5707 cm³ | 362 kW (492 PS) bei 7000 min−1 | 580 Nm bei 5200 min−1 | 873 Stück                                  |
| Diablo VT                           | 1993 bis 1999 | 5707 cm³ | 362 kW (492 PS) bei 7000 min−1 | 580 Nm bei 5200 min−1 | ca. 400 Stück                              |
| Diablo VT Roadster                  | 1995 bis 1999 | 5707 cm³ | 362 kW (492 PS) bei 7000 min−1 | 580 Nm bei 5200 min−1 | 466 Stück                                  |
| Diablo Roadster                     | 1996 bis 1998 | 5707 cm³ | 362 kW (492 PS) bei 7000 min−1 | 580 Nm bei 5200 min−1 | weniger als 100 Stück                      |
| Diablo VT-R                         | 1995 bis 2000 | 5707 cm³ | 362 kW (492 PS) bei 7000 min−1 | 580 Nm bei 5200 min−1 | –                                          |
| Diablo SE 30                        | 1993 bis 1995 | 5707 cm³ | 386 kW (525 PS) bei 7000 min−1 | 590 Nm bei 5500 min−1 | 150 Stück (davon etwa 15–28 JOTA-Umbauten) |
| Diablo SE 30 mit Jota-Spezifikation | 1995 bis 1996 | 5707 cm³ | 438 kW (596 PS) bei 7300 min−1 | 640 Nm bei 4800 min−1 | ca. 15–28 Stück                            |
| Diablo SV                           | 1995 bis 1999 | 5707 cm³ | 375 kW (510 PS) bei 7100 min−1 | 580 Nm bei 5200 min−1 | ca. 120 Stück                              |
| Diablo SV-R                         | 1996 bis 1999 | 5707 cm³ | 395 kW (537 PS) bei 7100 min−1 | 580 Nm bei 5200 min−1 | –                                          |
| Diablo Roadster R                   | 1997          | 5707 cm³ | 395 kW (537 PS) bei 7100 min−1 | 580 Nm bei 5200 min−1 | 1 Stück                                    |
| Diablo SV                           | 1999 bis 2000 | 5707 cm³ | 390 kW (530 PS) bei 7000 min−1 | 590 Nm bei 5500 min−1 | ca. 100 Stück                              |
| Diablo VT                           | 1999 bis 2000 | 5707 cm³ | 390 kW (530 PS) bei 7000 min−1 | 590 Nm bei 5500 min−1 | –                                          |
| Diablo VT Roadster                  | 1999 bis 2000 | 5707 cm³ | 390 kW (530 PS) bei 7000 min−1 | 590 Nm bei 5500 min−1 | ca. 100 Stück                              |
| Diablo GT                           | 1999 bis 2000 | 5992 cm³ | 423 kW (575 PS) bei 7300 min−1 | 630 Nm bei 5500 min−1 | 83 Stück                                   |
| Diablo GT1                          | 1997 bis 2000 | 5992 cm³ | 480 kW (653 PS) bei 7500 min−1 |                       | 1 Stück                                    |
| Diablo GT2                          | 1998          | 5992 cm³ | 471 kW (640 PS) bei 7500 min−1 |                       | 1 Stück                                    |
| Diablo VT 6.0                       | 2000 bis 2001 | 5992 cm³ | 404 kW (549 PS) bei 7100 min−1 | 620 Nm bei 5500 min−1 | 260 Stück                                  |
| Diablo VT 6.0 SE (Special Edition)  | 2001          | 5992 cm³ | 404 kW (549 PS) bei 7100 min−1 | 620 Nm bei 5500 min−1 | 44 Stück                                   |
| Diablo GT-R                         | 2000          | 5992 cm³ | 434 kW (590 PS) bei 7300 min−1 | 640 Nm bei 5500 min−1 | ca. 30–40 Stück                            |
| Diablo prototype                    | 1986          | 5300 cm³ | 478 kW (650 PS)                |                       | 1 Stück                                    |
|                                     |               |          |                                | Gesamt                | 2903 Stück                                 |

## Produktionszahlen Lamborghini Diablo
Gesamtproduktion 2.903 Fahrzeuge von 1990 bis 2001
| Jahr | 1990 | 1991 | 1992 | 1993 | 1994 | 1995 | 1996 | 1997 | 1998 | 1999 | 2000 | 2001 | Summe |
| ---- | ---- | ---- | ---- | ---- | ---- | ---- | ---- | ---- | ---- | ---- | ---- | ---- | ----- |
|      |      |      |      |      |      |      |      |      |      | 252  | 291  | 215  | 2.903 |

## Fahrleistung und Gewicht der einzelnen Modelle
| Modell             | Höchstgeschwindigkeit | Beschleunigung 0 bis 100 km/h | Leergewicht |
| ------------------ | --------------------- | ----------------------------- | ----------- |
| Diablo             | 325 km/h              | 4,1 s                         | 1575 kg     |
| Diablo Roadster    | 328 km/h              | 4,1 s                         | 1625 kg     |
| Diablo SV          | 333 km/h              | 3,9 s                         | 1600 kg     |
| Diablo Roadster SV | 323 km/h              | 3,9 s                         | 1530 kg     |
| Diablo VT          | 328 km/h              | 4,1 s                         | 1625 kg     |
| Diablo SE 30       | 333 km/h              | 4,0 s                         | 1450 kg     |
| Diablo SE 30 Jota  | 340 km/h              | 3,7 s                         | 1450 kg     |
| Diablo VT Roadster | 335 km/h              | 4,0 s                         | 1695 kg     |
| Diablo GT          | 338 km/h              | 3,9 s                         | 1460 kg     |
| Diablo VT 6.0      | 330 km/h              | 3,9 s                         | 1625 kg     |
| Diablo GTR         | 345 km/h              | 3,5 s                         | 1395 kg     |
| Diablo VTR         | 328 km/h              | 4,1 s                         | 1625 kg     |
| Diablo SVR         | 330 km/h              | 3,7 s                         | 1385 kg     |
| Diablo 6.0         | 330 km/h              | 4,0 s                         | 1625 kg     |
| Diablo 6.0 SE      | 330 km/h              | 4,0 s                         | 1625 kg     |
| Diablo Roadster R  | 330 km/h              |                               | 1430 kg     |

Bei einem Test von auto motor und sport 1992 wurden 0–100 km/h in 4,5 und 0–200 km/h in 13,7 Sekunden gemessen.

## Sondermodelle

### Lamborghini Alar 777
Der in Argentinien unter dem Künstlernamen Joan Ferci lebende Lamborghini-Importeur und Designer Jorge Antonio Fernández García baut, mit offizieller Genehmigung von Lamborghini, Sondermodelle des Diablo. Nach dem Coatl und dem Eros GT-1 präsentierte Ferci 2007 in Buenos Aires den Alar 777. Die Nennleistung des im Diablo verbauten V12-Motors wurde bei diesem Modell auf 700 PS angehoben.

### Lamborghini Canto
Im Jahr 1997 plante der damalige Geschäftsführer von Lamborghini, Vittorio Di Capua, einen Nachfolger für den bereits in die Jahre gekommenen Diablo, den Canto. Verkaufsstart wäre 1999 gewesen, doch am 7. Mai 1998 besuchte eine Gruppe hochrangiger Audi- und VW-Mitarbeiter anlässlich des 35. Geburtstages der Automobili Lamborghini S.p.A. Sant’Agata. Der damals präsentierte Canto, Lamborghini intern auch P 147 genannt, gefiel Ferdinand Piëch nicht und deshalb durfte Lamborghini den Wagen nicht bauen. Im Gegenzug erhielt Lamborghini eine finanzielle Unterstützung in Höhe von 155 Millionen Euro für die fünf Folgejahre. Mit diesem Geld wurde nicht nur der Lamborghini Murciélago entwickelt, sondern auch das Museum, das Entwicklungszentrum und ein großer Showroom finanziert.

## Trivia
Im Film Teuflisch (Originaltitel Bedazzled) fährt Liz Hurley in ihrer Rolle als Teufel einen schwarzen Lamborghini Diablo mit dem kalifornischen Kennzeichen „BAD 1“.
Auf der Monterey Car Week im August 2024 präsentierte das Unternehmen Eccentrica Cars aus San Marino einen Restomod auf Basis des Diablo. Der Eccentrica V12 hat einen 5,7-Liter-V12-Ottomotor von Lamborghini mit einer maximalen Leistung von 410 kW (557 PS). 19 Serienfahrzeuge sollen ab 2025 entstehen.